# Hệ sinh thái núi

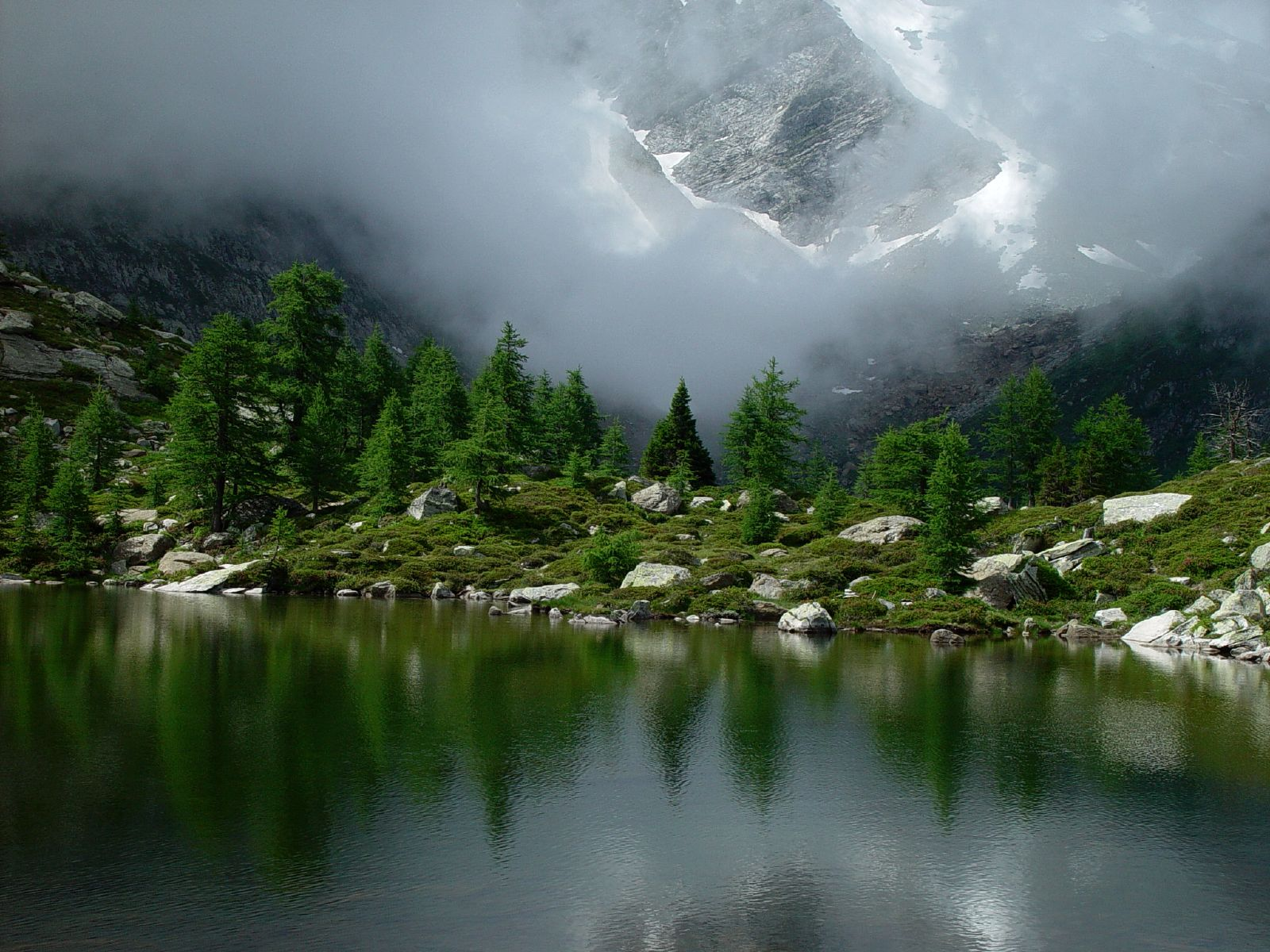
Một hồ nước ở Goms thuộc dãy Alps của Thụy Sĩ

Hệ sinh thái núi đề cập đến bất kỳ hệ sinh thái được tìm thấy trong khu vực núi. Các hệ sinh thái này bị ảnh hưởng mạnh mẽ bởi khí hậu, có đặc điểm lạnh hơn khi độ cao tăng. Chúng được phân tầng theo độ cao. Rừng phổ biến ở độ cao vừa phải. Tuy nhiên, khi độ cao tăng lên, khí hậu trở nên khắc nghiệt hơn và hệ thống thực vật chuyển sang đồng cỏ hoặc lãnh nguyên.

## Khu vực sống

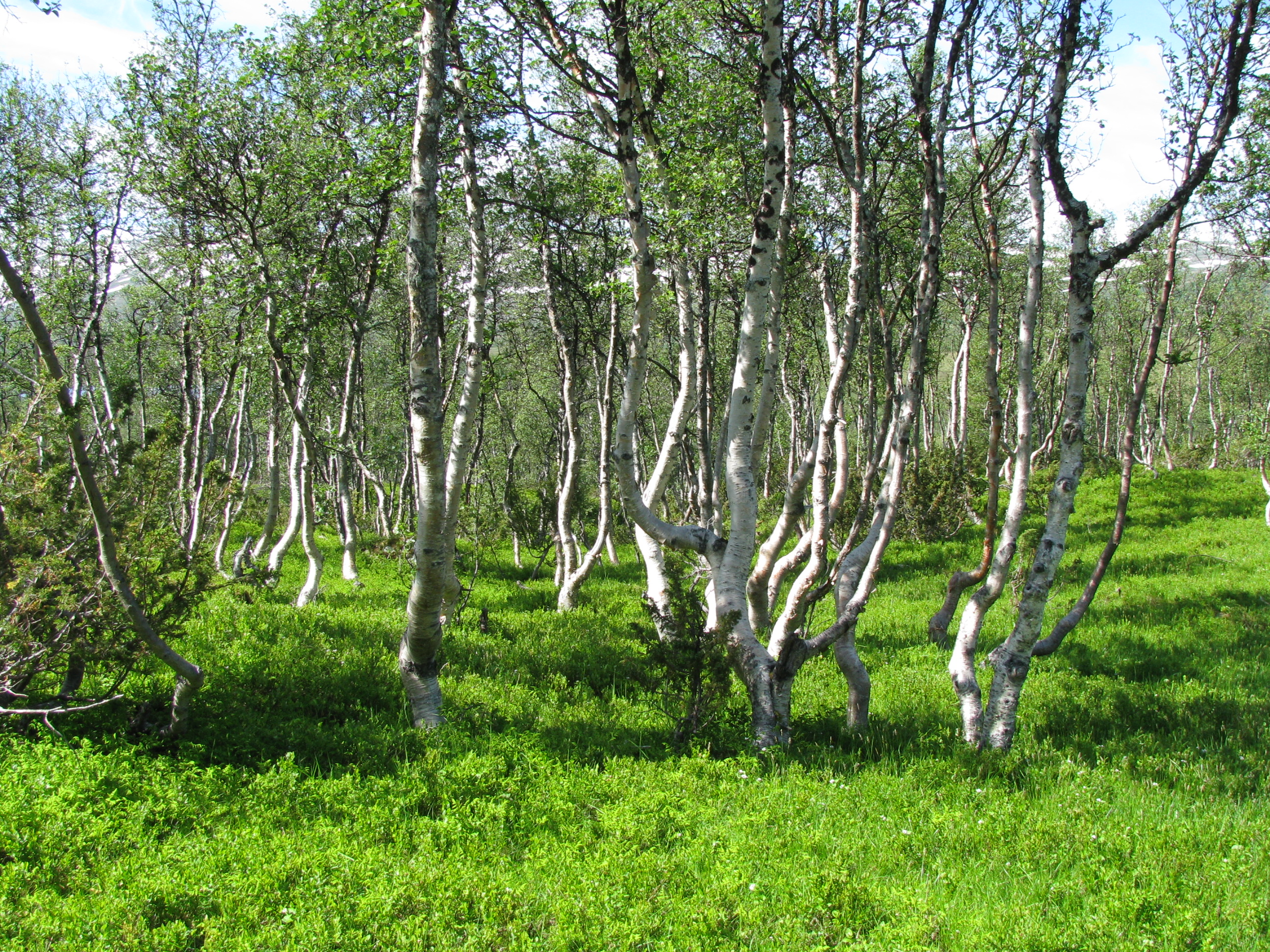
Một cây bạch dương núi khoảng 750 m ở Trollheimen, điển hình của rừng cận nhiệt đới Scandinavia

Khi độ cao tăng lên, khí hậu trở nên lạnh hơn, do áp suất khí quyển giảm và sự làm mát đáng kể của khối khí. Sự thay đổi khí hậu bằng cách di chuyển lên 100mét trên một ngọn núi gần tương đương với việc di chuyển 80   km (45   dặm hoặc 0,75 ° vĩ độ) về phía cực gần nhất. Hệ thực vật và động vật đặc trưng ở vùng núi có xu hướng phụ thuộc mạnh mẽ vào độ cao, vì sự thay đổi của khí hậu. Sự phụ thuộc này làm cho các vùng sống hình thành: các dải có hệ sinh thái tương tự ở độ cao tương tự.
Một trong những khu vực sống điển hình trên núi là rừng trên núi cao: ở độ cao vừa phải, lượng mưa và khí hậu ôn hòa khuyến khích các khu rừng rậm rạp phát triển. Holdridge định nghĩa khí hậu của rừng trên núi là có nhiệt độ sinh học từ 6 và 12 °C (43 và 54 °F), trong đó nhiệt độ sinh học là nhiệt độ trung bình xem xét nhiệt độ dưới 0 °C (32 °F) là 0 °C (32 °F). Phía trên độ cao của rừng trên núi cùng những cây mỏng manh trong khu vực dưới trũng, trở thành cây rừng thấp xoắn, và cuối cùng không thể phát triển. Do đó, rừng trên núi thường chứa những cây có thân xoắn. Hiện tượng này được quan sát do sự gia tăng cường độ gió với độ cao. Độ cao nơi cây không phát triển được gọi là đường cây. Nhiệt độ sinh học của vùng thân núi dưới các tán cây nằm trong khoảng từ 3 và 6 °C (37 và 43 °F).
Phía trên đường cây, hệ sinh thái được gọi là vùng núi cao hoặc vùng lãnh nguyên núi cao, bị chi phối bởi các loại cỏ và cây bụi phát triển thấp. Nhiệt độ sinh học của vùng núi cao nằm trong khoảng từ 1,5 và 3 °C (34,7 và 37,4 °F). Nhiều loài thực vật khác nhau sống trong môi trường núi cao, bao gồm các loại cỏ lâu năm, cây cói, chân, cây đệm, rêu và địa y. Thực vật núi cao phải thích nghi với điều kiện khắc nghiệt của môi trường núi cao, bao gồm nhiệt độ thấp, khô, bức xạ cực tím và một mùa sinh trưởng ngắn. Thực vật núi cao có đặc điểm thích ứng như cấu trúc hình hoa hồng, bề mặt sáp và lá có lông. Do đặc điểm chung của các khu vực này, Quỹ Động vật hoang dã Thế giới tập hợp một tập hợp các vùng sinh thái có liên quan vào quần xã " đồng cỏ và cây bụi ".

Khí hậu với sinh học dưới 1,5 °C (35 °F)     có xu hướng bao gồm hoàn toàn đá và băng.

## Rừng trên núi

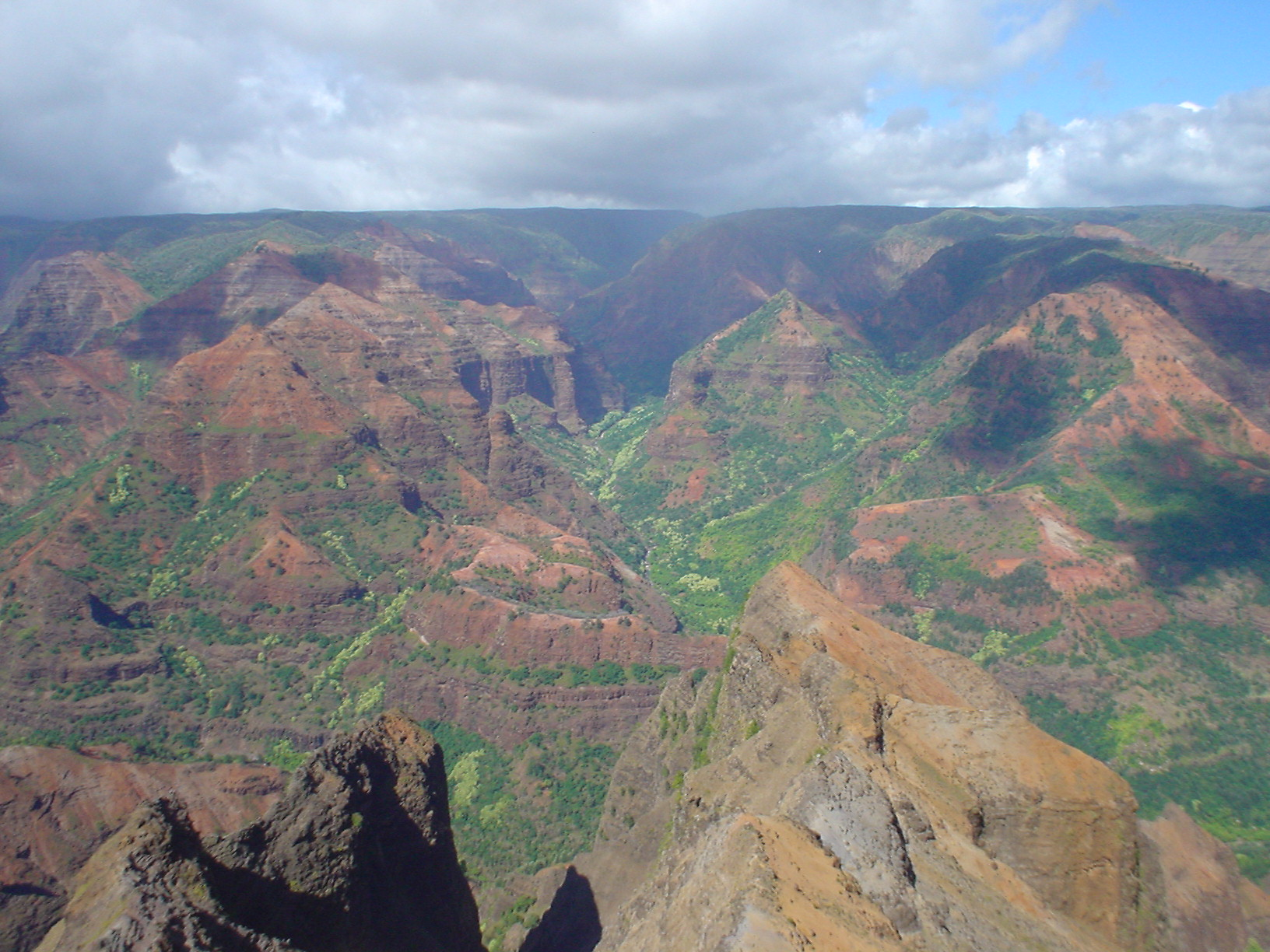
Hẻm núi Waimea, Hawaii được biết đến với thảm thực vật hoang sơ.

Các khu rừng trên núi phân bổ giữa khu vực chân núi và khu vực thân núi. Độ cao mà tại đó một môi trường sống thay đổi sang một môi trường khác thay đổi trên toàn cầu, đặc biệt là theo vĩ độ. Giới hạn trần của rừng trên núi, đường rừng hoặc đường gỗ, thường được đánh dấu bằng một sự thay đổi đối với các loài cứng hơn xảy ra ở các khu vực ít rậm rạp hơn. Ví dụ, ở Sierra Nevada của California, khu rừng trên núi có những cây thông lodgepole và linh sam đỏ dày đặc, trong khi khu vực dưới núi Sierra Nevada chứa những cây thông trắng thưa thớt.
Giới hạn sàn của vùng rừng trên núi có thể là "đường gỗ thấp hơn" ngăn cách khu rừng trên núi với thảo nguyên khô hơn hoặc vùng sa mạc.
Rừng trên núi khác với rừng vùng thấp trong cùng khu vực. Khí hậu của rừng trên núi lạnh hơn khí hậu vùng thấp ở cùng vĩ độ, do đó, rừng trên núi thường có các loài điển hình của rừng vùng thấp có vĩ độ cao. Con người có thể xáo trộn rừng trên núi thông qua lâm nghiệp và nông nghiệp. Trên những ngọn núi bị cô lập, những khu rừng trên núi được bao quanh bởi những vùng khô hạn là những hệ sinh thái " đảo trời " điển hình.

### Khí hậu ôn hòa

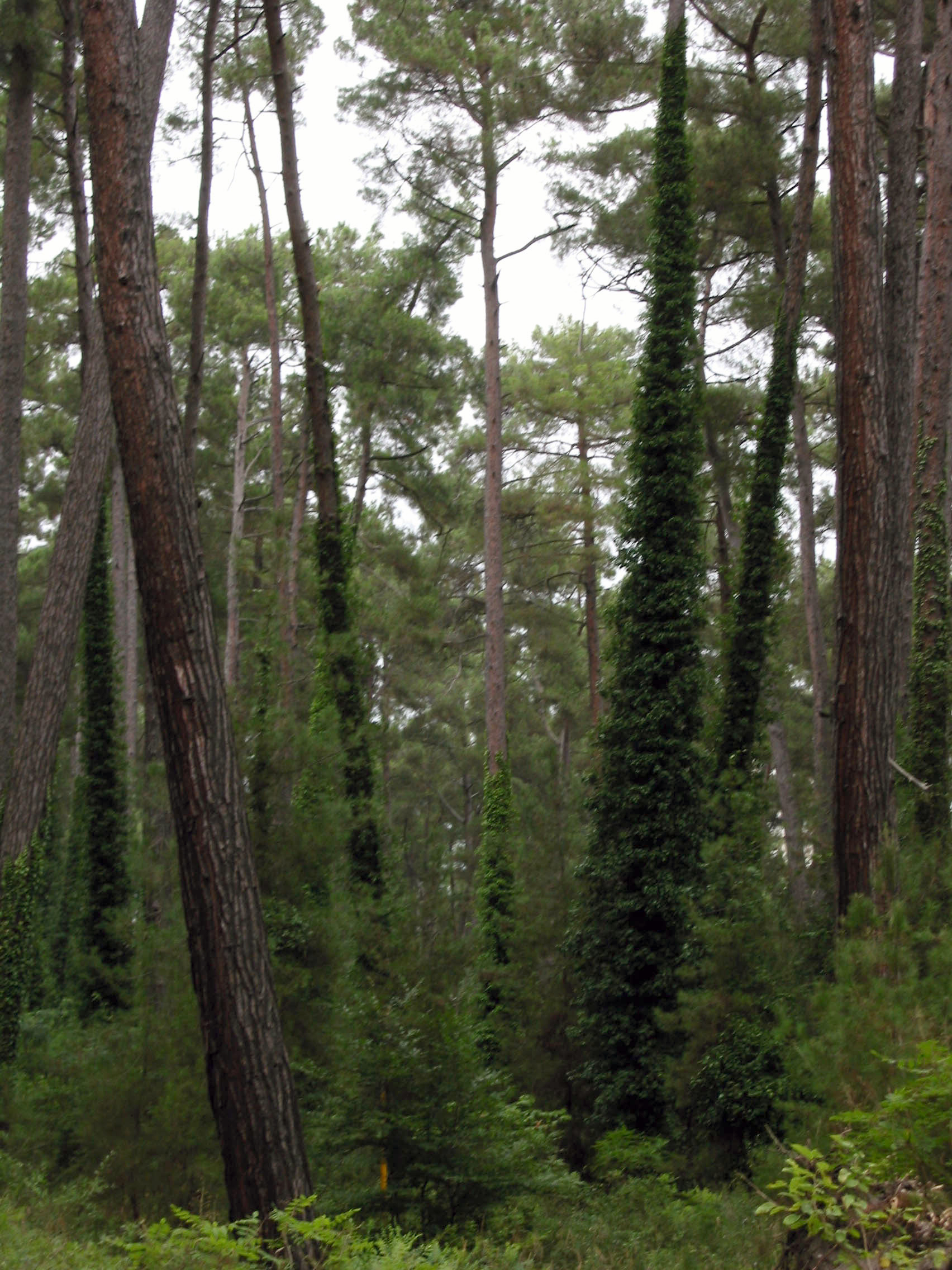
Rừng thông ở Abkhazia

Rừng trên núi trong khí hậu ôn đới thường là một trong những khu rừng lá kim ôn đới hoặc rừng lá rộng ôn đới và hỗn hợp, các loại rừng nổi tiếng từ Bắc Âu, Bắc Hoa Kỳ và miền Nam Canada. Tuy nhiên, các cây thường không giống với những cây được tìm thấy ở phía bắc: địa chất và khí hậu khiến các loài liên quan có đặc điểm khác nhau trong các khu rừng trên núi.
Các khu rừng trên núi trên khắp thế giới có xu hướng giàu loài hơn ở châu Âu, bởi vì các dãy núi lớn ở châu Âu được định hướng theo hướng đông tây.
Rừng trên núi trong khí hậu ôn đới xảy ra ở châu Âu (dãy Alps, Carpathians, Kavkaz và nhiều nơi khác), ở Bắc Mỹ (Cascade Range, Klamath-Siskiyou, Appalachian và nhiều hơn nữa), tây nam Nam Mỹ, New Zealand và Hy Mã Lạp Sơn.

### Khí hậu Địa Trung Hải

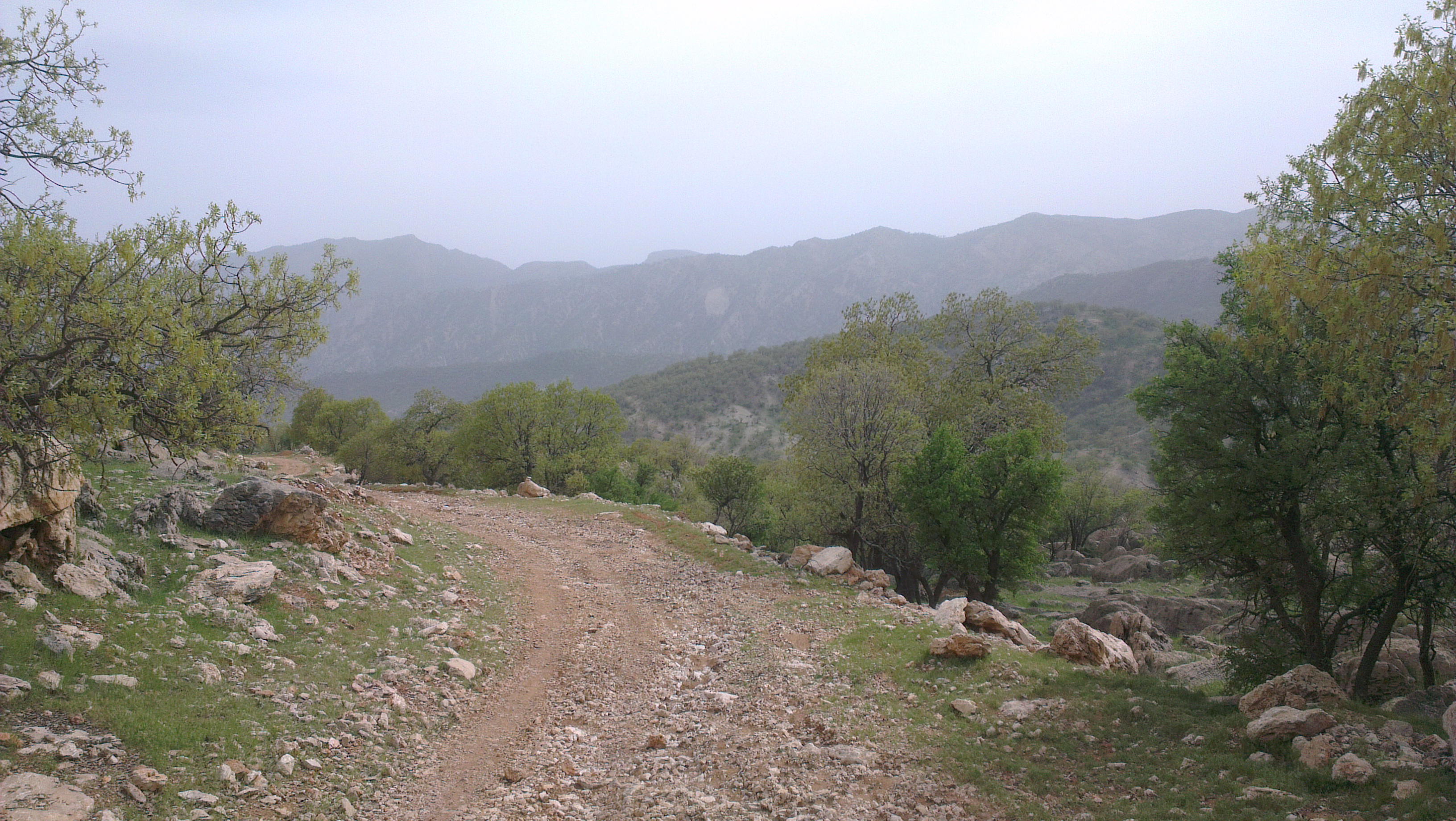
Chà sồi Iran ở dãy núirosros

Rừng trên núi trong khí hậu Địa Trung Hải ấm áp và khô ráo trừ mùa đông, khi chúng tương đối ẩm ướt và ôn hòa. Những khu rừng này thường là rừng lá kim và rừng lá rộng, chỉ có một vài loài cây lá kim. Thông và Bách xù là những cây điển hình được tìm thấy trong các khu rừng trên núi Địa Trung Hải. Các cây lá rộng cho thấy sự đa dạng hơn và thường là thường xanh, ví dụ Sồi thường xanh.

Loại rừng này được tìm thấy ở lưu vực Địa Trung Hải, Bắc Phi, México và Tây Nam Hoa Kỳ, Iran, Pakistan và Afghanistan. 

### Khí hậu cận nhiệt đới và nhiệt đới

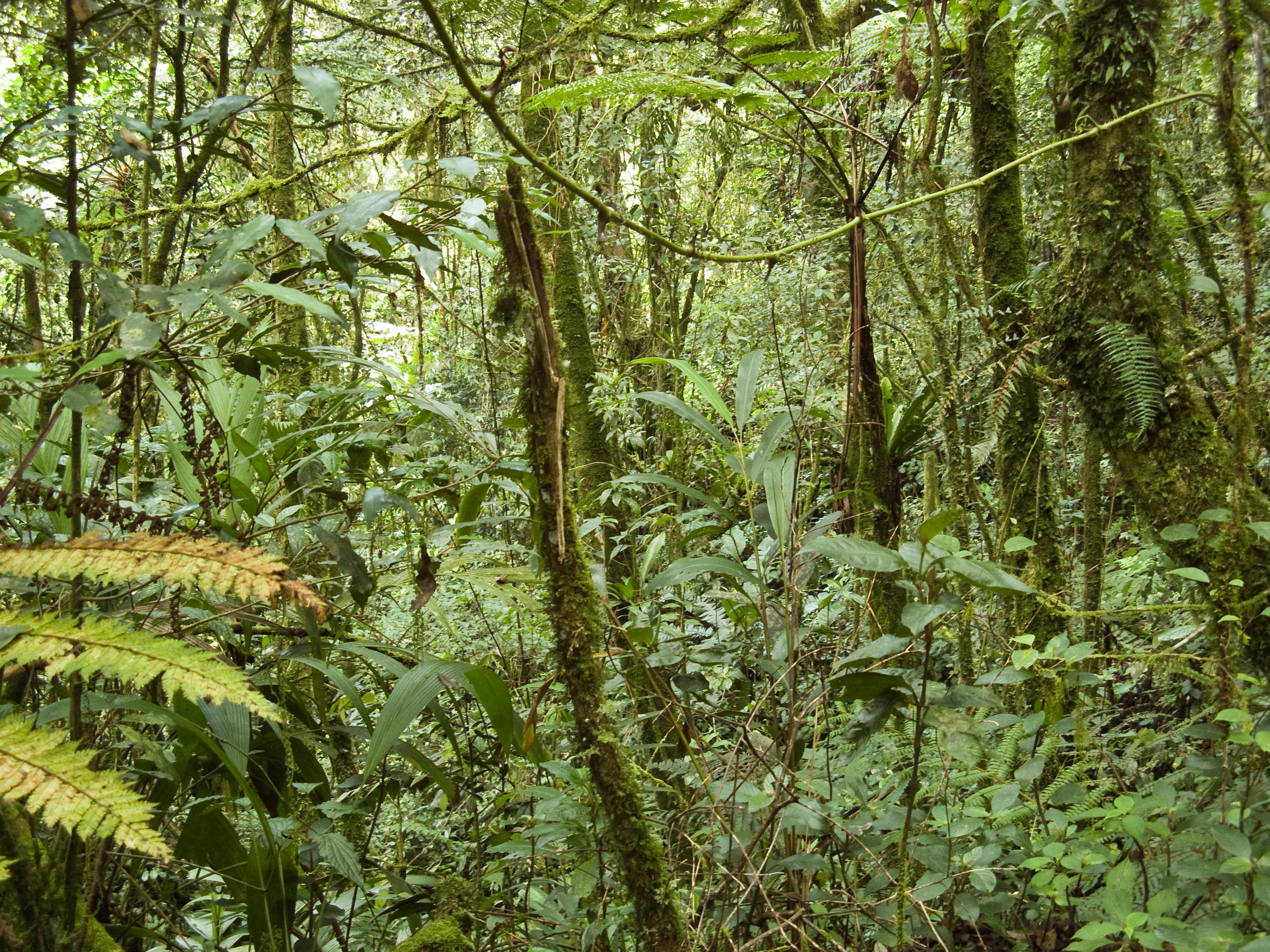
Rừng nhiệt đới ở khoảng 2.000 m ở Malaysia

Ở vùng nhiệt đới, rừng trên núi có thể bao gồm rừng lá rộng ngoài rừng lá kim. Một ví dụ về rừng trên núi nhiệt đới là rừng mây, nơi có độ ẩm từ mây và sương mù. Các khu rừng trên mây thường thể hiện rất nhiều rêu phủ trên mặt đất và thảm thực vật, trong trường hợp này chúng còn được gọi là rừng rêu. Những khu rừng rêu thường phát triển trên những ngọn núi, nơi độ ẩm được đưa vào bởi những đám mây lắng đọng được giữ lại hiệu quả hơn. Tùy thuộc vào vĩ độ, giới hạn dưới của rừng mưa nhiệt đới trên núi lớn thường nằm trong khoảng từ 1.500 và 2.500 mét (4.900 và 8.200 ft)   trong khi giới hạn trên thường là từ 2.400 đến 3.300 mét (7.900 đến 10.800 ft).

## Vùng thân núi

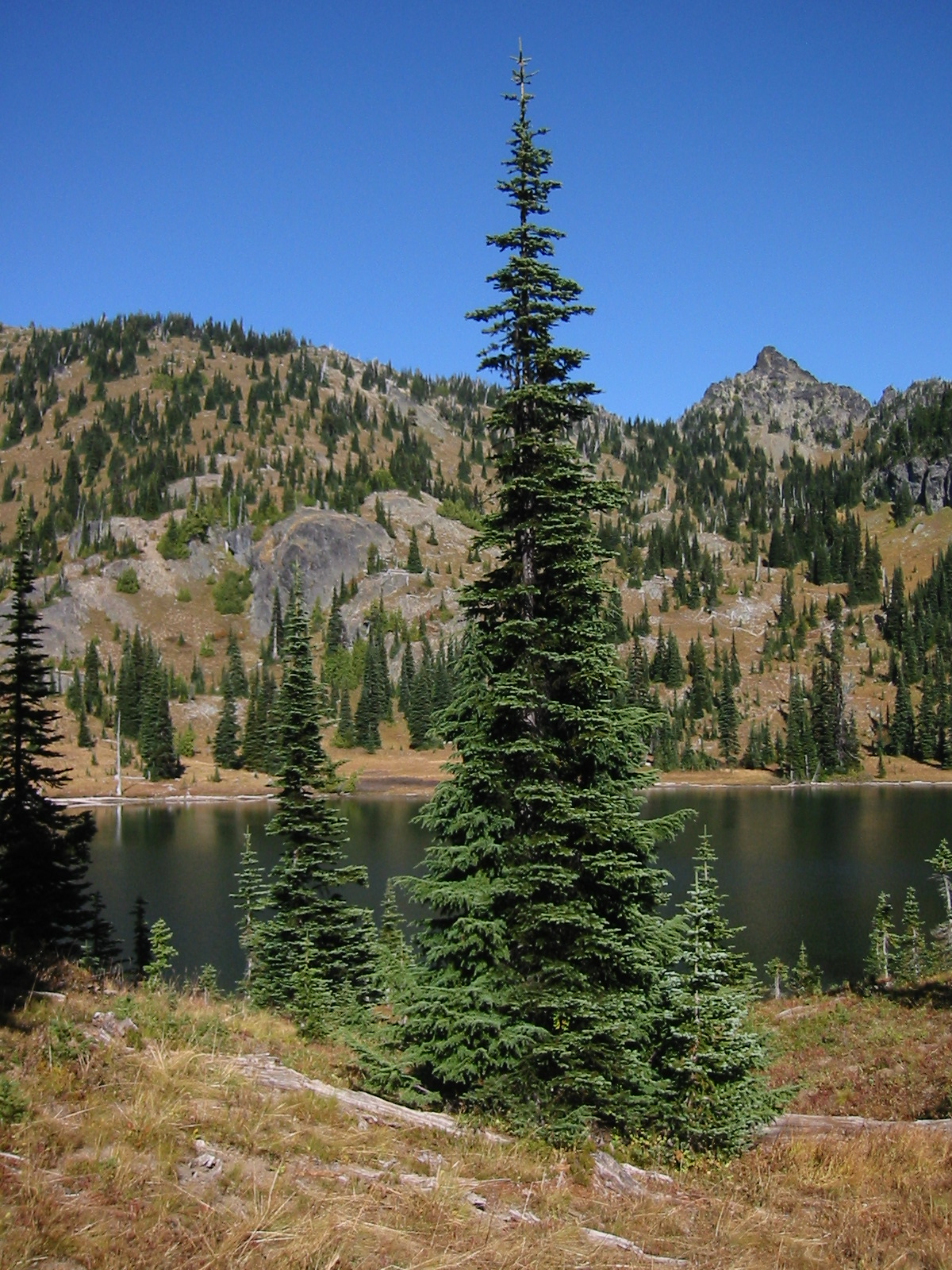
Subalpine Fir ở Công viên quốc gia Mount Rainier, Washington, Hoa Kỳ

Vùng thân núi là vùng sinh học ngay dưới đường cây trên khắp thế giới. Ở các vùng nhiệt đới của Đông Nam Á, dòng cây có thể trên 4.000 m (13.000 ft), trong khi ở Scotland, nó có thể thấp tới 450 m (1.480 ft). Các loài xuất hiện trong khu vực này phụ thuộc vào vị trí của khu vực trên Trái đất, ví dụ, kẹo cao su tuyết ở Úc, hoặc cây thông dưới lưỡi, bùa núi và linh sam phụ ở phía tây Bắc Mỹ.
Cây trong khu vực thân núi thường là cây rừng thấp, nghĩa là, gỗ ở đây quanh co, còi cọc và xoắn. Tại đường cây, cây con có thể nảy mầm ở phía bên của đá và chỉ phát triển cao ngang đá  vì đá có thể bảo vệ cây trước gió. Tăng trưởng hơn nữa là rễ ngang nhiều hơn so với dọc  khi các nhánh tiếp xúc với đất. Lớp phủ tuyết có thể bảo vệ cây rừng thấp trong mùa đông, nhưng các nhánh cao hơn nơi trú gió hoặc tuyết thường bị phá hủy. Những cây rừng thấp được thiết lập tốt có thể vài trăm đến một nghìn năm tuổi.
Meadows có thể được tìm thấy trong khu vực thân núi. Tuolumne Meadows ở Sierra Nevada, California, là một ví dụ về đồng cỏ dưới nước.
Ví dụ các khu vực thân núi trên khắp thế giới bao gồm Prealps của Pháp ở châu Âu, khu vực thân núi Sierra Nevada và Rocky Mountain ở Bắc Mỹ và các khu rừng dưới núi ở phía đông dãy núi Himalaya, phía tây dãy núi Himalaya và Hengduan của châu Á.

## Đồng cỏ núi cao và lãnh nguyên

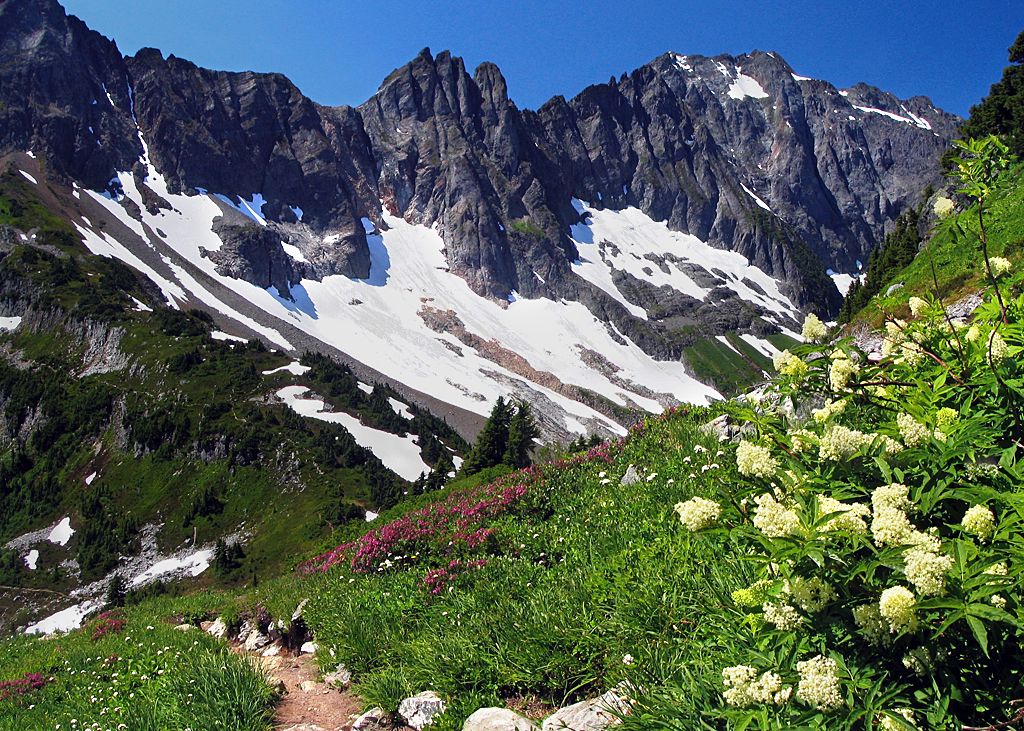
Hệ thực vật núi cao gần Đèo Cascade

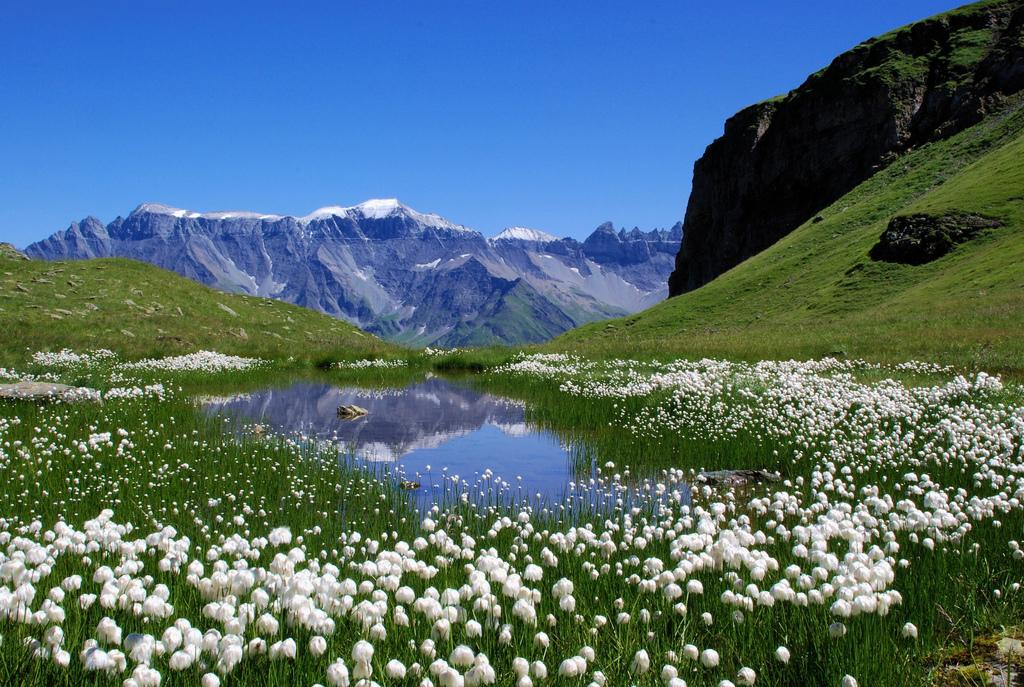
Một vũng núi cao ở dãy Alps của Thụy Sĩ

Đồng cỏ núi cao và lãnh nguyên nằm phía trên đường cây, trong môi trường của bức xạ, gió, lạnh, tuyết và băng. Kết quả là, thảm thực vật núi cao nằm sát mặt đất và bao gồm chủ yếu là các loại cỏ, cây cói và forb lâu năm. Cây một năm rất hiếm trong hệ sinh thái này và thường chỉ cao vài inch, với hệ thống rễ yếu. Các dạng sống thực vật phổ biến khác bao gồm cây bụi phủ phục, hòa thảo tạo thành bụi cỏ, và <a href="./https://en.wikipedia.org/wiki/Cryptogams" rel="mw:WikiLink" data-linkid="184" class="mw-redirect cx-link" title="Cryptogams">cryptogams</a>, như rêu và địa y.
Thực vật đã thích nghi với môi trường núi cao khắc nghiệt. Cây đệm, trông giống như những đám rêu ôm trên mặt đất, thoát khỏi những cơn gió mạnh thổi vài inch phía trên chúng. Nhiều loài thực vật có hoa của vùng lãnh nguyên núi cao có lông rậm trên thân và lá để bảo vệ gió hoặc các sắc tố màu đỏ có khả năng biến các tia sáng mặt trời thành nhiệt. Một số cây phải mất hai năm trở lên để hình thành nụ hoa, sống sót qua mùa đông bên dưới bề mặt và sau đó mở và tạo quả bằng hạt trong vài tuần mùa hè. Địa y không ra hoa bám vào đá và đất. Các tế bào tảo kèm theo chúng có thể quang hợp ở bất kỳ nhiệt độ nào trên 0 °C (32 °F), và các lớp nấm bên ngoài có thể hấp thụ nhiều hơn trọng lượng của chúng trong nước.
Sự thích nghi để sinh tồn của gió khô và lạnh có thể khiến thảm thực vật vùng lãnh nguyên có vẻ rất cứng, nhưng trong một số khía cạnh, lãnh nguyên rất mỏng manh. Bước chân lặp đi lặp lại của con người thường phá hủy hệ thực vật vùng lãnh nguyên, để lại đất bị thổi bay và quá trình phục hồi có thể mất hàng trăm năm.
Đồng cỏ thân núi hình thành nơi trầm tích từ sự phong hóa của đá đã tạo ra đất phát triển đủ tốt để hỗ trợ các loại cỏ và trầm tích. Đồng cỏ thân núi là đủ phổ biến trên khắp thế giới để được phân loại là một quần xã theo Quỹ bảo vệ Động vật hoang dã Thế giới. Quần xã sinh vật, được gọi là "đồng cỏ núi và vùng cây bụi", thường phát triển thành các đảo ảo, tách biệt với các vùng đất khác bởi các vùng cao hơn, ấm hơn và thường là nhà của nhiều loài thực vật đặc biệt và phát triển để ứng phó với khí hậu mát mẻ, ẩm ướt và ánh sáng mặt trời dồi dào.
Các đồng cỏ và vùng cây bụi rộng lớn nhất xảy ra ở vùng Neotropic páramo của dãy núi Andes. Quần xã sinh vật này cũng xuất hiện ở vùng núi phía đông và miền trung châu Phi, núi Kinabalu của Borneo, độ cao cao nhất của Tây Ghats ở Nam Ấn Độ và Tây Nguyên của New Guinea. Một đặc điểm độc đáo của nhiều vùng đất nhiệt đới ẩm ướt là sự hiện diện của những cây hoa hồng khổng lồ từ nhiều họ thực vật khác nhau, như lobelia (Afrotropic), Puya (Neotropic), Cyathea (New Guinea) và Argyroxiphium (Hawaii).
Khi điều kiện khô hơn, người ta sẽ tìm thấy những đồng cỏ trên núi, thảo nguyên và rừng, như Cao nguyên Ethiopia, và thảo nguyên trên núi, như thảo nguyên của cao nguyên Tây Tạng.